# Ústava Slovenské republiky
Ústava Slovenské republiky (č. 460/1992 Zb.), slovensky Ústava Slovenskej republiky, je hierarchicky nejvýše postavený právní předpis platný ve Slovenské republice. Přijata byla 1. září 1992 v 22:26 hod. počtem 114 hlasů poslanců Slovenské národní rady. Podepsaná byla 3. září 1992 v Rytířské síni na Bratislavském hradě a účinnost byla stanovena od 1. října 1992 (s výjimkou vybraných ustanovení). Její výklad a kontrolu, zda je dodržovaná, má na starosti Ústavní soud Slovenské republiky. 
Ke konci roku 2023 byla novelizována 23krát (z toho jednou nálezem Ústavního soudu).

## Charakteristika ústavy
Ústava Slovenské republiky může být charakterizovaná jako psaná, rigidní, právní, unitaristická, republikánská a demokratická.
- Je ústavou psanou, protože se skládá z vícero ústavních zákonů, které na sebe věcně a časově navazují.

- Rigidní je proto, že na její přijetí či změnu je potřebný souhlas třípětinové většiny všech poslanců NR SR (na rozdíl od nadpoloviční většiny přítomných poslanců potřebných na přijetí obyčejného zákona).

- Právní ústavou je proto, že se v Slovenské republice i skutečně uplatňuje a skutečný právní stav odpovídá ústavě.

- Unitaristický charakter je vyjádřený v čl. 3 ods. 1, který ustanovuje, že území Slovenské republiky je jednotné a nedělitelné.

- Demokratický charakter je upravený zejména v čl. 1 a čl. 2 (Státní moc pochází od občanů, kteří jí vykonávají prostřednictvím svých volených zástupců anebo přímo.).

- Republikánský charakter je vyjádřený zejména tím, že v čl. 101 ustanovuje, že hlavou Slovenské republiky je prezident.

Další charakteristiky jsou vyjádřené v čl. 1 ods. 1, který charakterizuje Slovenskou republiku jako svrchovaný, demokratický a právní stát, který se neváže na žádnou ideologii ani náboženství. Svrchovanost či suverenita státu v podstatě znamená, že státní moc je nezávislá od jakékoli jiné moci, jak z vnitřku státu tak i mimo něho. Pojem právního státu obsahuje zejména chápaní ústavy jako právního základu státu, kterým jsou vázáni všichni (státní moc). Zdůrazněné to je zejména v čl. 2 ods. 2: Státní orgány mohou konat jen na základě ústavy, v jejích mezích a v rozsahu a způsobem, který ustanoví zákon. Dalším principem právního státu je dělba moci, která je v ústave formálně vyjádřená rozdělením zákonodárné, výkonné a soudní moci do páté, šesté a sedmé hlavy.

## Členění ústavy
Text Ústavy Slovenské republiky je členěný na hlavy, oddíly, články, odstavce a písmena. Skládá se z preambule a devíti hlav. Některé hlavy jsou dále rozdělené do oddílů. Ty se člení na články (1 až 156), přičemž každý článek se ještě může (ale nemusí) členit na odstavce a\anebo písmena.
- Preambule
- První hlava
  - První oddíl – Základní ustanovení (čl. 1 až čl. 7a)
  - Druhý oddíl – Státní symboly (čl. 8 a čl. 9)
  - Třetí oddíl – Hlavní město Slovenské republiky (čl. 10)
- Druhá hlava – Základní práva a svobody
  - První oddíl – všeobecné ustanovení (čl. 11 až čl. 13)
  - Druhý oddíl – Základní lidská práva a svobody (čl. 14 až čl. 25)
  - Třetí oddíl – Politické práva (čl. 26 – čl. 32)
  - Čtvrtý oddíl – Práva národnostních menšin a etnických skupin (čl. 33 a čl. 34)
  - Pátý oddíl – Hospodářské, sociální a kulturní práva (čl. 35 až čl. 43)
  - Šestý oddíl – Právo na ochranu životného prostředí a kulturního dědictví (čl. 44 a čl. 45)
  - Sedmý oddíl – Právo na soudní a jinou právní ochranu (čl. 46 až čl. 50)
  - Osmý oddíl – Společné ustanovení k první a druhé hlavě (čl. 51 až čl. 53)
- Třetí hlava – Hospodářství Slovenské republiky
  - První oddíl – Hospodářství Slovenské republiky (čl. 55 až čl. 59)
  - Druhý oddíl – Nejvyšší kontrolní úřad Slovenské republiky (čl. 60 až čl. 63)
- Čtvrtá hlava – Územní samospráva (čl. 64 až čl. 71)
- Pátá hlava – Zákonodárná moc
  - První oddíl – Národní rada Slovenské republiky (čl. 72 až čl. 92)
  - Druhý oddíl – Referendum (čl. 93 až čl. 100)
- Šestá hlava – Výkonná moc
  - První oddíl – Prezident Slovenské republiky (čl. 101 až čl. 107)
  - Druhý oddíl – Vláda Slovenské republiky (čl. 108 až čl. 123)
- Sedmá hlava – Soudní moc
  - První oddíl – Ústavní soud Slovenské republiky (čl. 124 až čl. 140)
  - Druhý oddíl – Soudy Slovenské republiky (čl. 141 až čl. 148)
- Osmá hlava – Prokuratura Slovenské republiky a veřejný ochránce práv
  - První oddíl – Prokuratura Slovenské republiky (čl. 149 až čl. 151)
  - Druhý oddíl – Veřejný ochránce práv (čl. 151a)
- Devátá hlava – Přechodné a závěrečné ustanovení (čl. 152 až čl. 156)

### Preambule
| „ | My národ slovenský, pamätajúc na politické a kultúrne dedičstvo svojich predkov a na stáročné skúsenosti zo zápasov o národné bytie a vlastnú štátnosť, v zmysle cyrilo-metodského duchovného dedičstva a historického odkazu Veľkej Moravy, vychádzajúc z prirodzeného práva národov na sebaurčenie, spoločne s príslušníkmi národnostných menšín a etnických skupín žijúcich na území Slovenskej republiky, v záujme trvalej mierovej spolupráce s ostatnými demokratickými štátmi, usilujúc sa o uplatňovanie demokratickej formy vlády, záruk slobodného života, rozvoja duchovnej kultúry a hospodárskej prosperity, teda my občania Slovenskej republiky uznášame sa prostredníctvom svojich zástupcov na tejto ústave: | “ |

### První hlava
V prvním oddílu první hlavy je vymezen základní charakter státu (Slovenská republika je svrchovaný, demokratický a právní stát. Neváže se na žádnou ideologii ani náboženství.) a též vztah mezi občany a státní mocí. Jsou tu též vymezené základní principy týkající se státního území, státního občanství, státního jazyka, či mezinárodních závazků Slovenské republiky. Druhý oddíl upravuje státní symboly, kterými jsou státní znak, státní vlajka, státní pečeť a státní hymna. Třetí oddíl stanovuje, že hlavním městem Slovenské republiky je Bratislava.

Státní vlajka Slovenské republiky
Státní znak Slovenské republiky

## Novelizace
Ke konci roku 2023 byla novelizována 23krát. A to 22 ústavními zákony a jedním nálezem Ústavního soudu:
- Ústavní zákon č. 244/1998 Z. z. – kandidáta na prezidenta může navrhnout nejméně osm poslanců Národní rady.
- Ústavní zákon č. 9/1999 Z. z. – zavedení přímé volby prezidenta republiky a související okolnosti (podmínky voleb prezidenta a referenda o odvolání prezidenta, kompetence prezidenta a vzájemné kompetence s dalšími ústavními orgány).
- Ústavní zákon č. 90/2001 Z. z. – euronovela a možnost členství v paktech kolektivní obrany (NATO), Národní banka Slovenska, Nejvyšší kontrolní úřad, Soudcovská rada, územní samospráva, neslučitelnost funkcí, pravomoci prezidenta republiky, poslanecké mandáty, kvórum hlasů pro souhlas s mezinárodní smlouvou, okolnosti referend, kompetence a složení Ústavního soudu, podpora kulturní identity zahraničních Slováků, využívání a ochrana životního prostředí a přírodních zdrojů státem, volební právo cizinců s trvalým pobytem (do orgánů uzemní samosprávy), zákaz nuceného vystěhování občanů do zahraničí.
- Ústavní zákon č. 140/2004 Z. z. – poslanecká imunita se nově vztahuje i na výroky v občanskoprávní rovině.
- Ústavní zákon č. 323/2004 Z. z. – euronovela: kompetence Ústavního soudu posuzovat i eurovolby, k vzájemně neslučitelným ústavním funkcí přidána funkce europoslance.
- Ústavní zákon č. 463/2005 Z. z. – Nejvyšší kontrolní úřad
- Ústavní zákon č. 92/2006 Z. z. – pravomoci veřejného ochránce práv.
- Ústavní zákon č. 210/2006 Z. z. – poslanecká imunita se nevztahuje na přestupky, pokud tak stanový zákon.
- Ústavní zákon č. 100/2010 Z. z. – na majetek nabytý protiprávně se nevztahuje ústavní ochrana.
- Ústavní zákon č. 356/2011 Z. z. – přidání pravomoci prezidenta republiky pověřit vládu v demisi výkonem funkce, s omezenými pravomocemi, do jmenování nové vlády.
- Ústavní zákon č. 232/2012 Z. z. – okolnosti poslanecké imunity.
- Ústavní zákon č. 161/2014 Z. z. – ústavní zakotvení manželství jako svazku jednoho muže a jedné ženy, zvláštní ochrana manželství, rodičovství a rodiny, kompetence a okolnosti fungování Ústavního soudu a Soudcovské rady.
- Ústavní zákon č. 306/2014 Z. z. – zákaz transportu původem slovenské vody do zahraničí, s výjimkou vody pro osobní potřebu, balené pitné nebo přírodní minerální vody a vody poskytnuté z humanitárních důvodů.
- Ústavní zákon č. 427/2015 Z. z. – prodloužení lhůty ze 48 hodin na 96 hodin, po kterou může policie zadržovat lidi bez rozhodnutí soudu pokud jde o trestný čin terorismu.
- Ústavní zákon č. 44/2017 Z. z. – zvláštní prodloužení volebního období v roce 2017 zvolených krajských zastupitelstev a krajských županů na 5 let (aby se sjednotily termíny krajských a obecních voleb).
- Ústavní zákon č. 71/2017 Z. z. – náležitosti zrušení rozhodnutí prezidenta republiky ve věci udělování milostí a vyhlašování amnestie.
- Ústavní zákon č. 137/2017 Z. z. – zvláštní ochrana hospodářské a lesní půdy a neobnovitelných přírodních zdrojů ze strany státu.
- Nález Ústavního soudu č. 40/2019 Z.z. – ustavovení Ústavního zákona č. 161/2014 (který měnil Ústavu):  čl. 147 ods. 1 a čl. 154d ods. 1 až 3, čl. 141a ods. 9 nebyly v souladu s předchozím zněním Ústavy. V souladu s ústavou nebyly také části těchto zákonů: § 5 ods. 7 č. 385/2000 Z. z. o sudcoch a prísediacich, § 74da, § 74db a § 74dc zákona Národnej rady Slovenskej republiky č. 38/1993 Z. z. o organizácii Ústavného súdu Slovenskej republiky, § 31 zákona č. 185/2002 Z. z. o Súdnej rade Slovenskej republiky, § 1 ods. 2, § 69a ods. 2 v časti slov „o sudcovi alebo“, § 70 ods. 1 písm. d) a § 84b zákona č. 215/2004 Z. z. o ochrane utajovaných skutočností.
- Ústavní zákon č. 99/2019 Z. z. – zavedení nároku na minimální mzdu, stanovení starobního zabezpečení formou veřejného průběžného systému a státní podpory dobrovolného starobního spoření, určení 64 let věku jako horní hranice pro přiznání nároku na starobní zabezpečení.
- Ústavní zákon č. 422/2020 Z. z. – zajištění přiměřeného hmotného zabezpečení ve stáří, dlouhodobá udržitelnost hospodářství a transparentní a efektivní vynakládání veřejných prostředků, upřesnění náležitostí a kompentencí ústavních soudců a Ústavního soudu (např. ústavnost samotných ústavních zákonů již neposuzují), soudců a soudcovské rady.
- Ústavní zákon č. 378/2022 Z. z. – odcházející veřejný ochránce práv zůstává ve funkci do složení slibu jeho nástupce.
- Ústavní zákon č. 24/2023 Z. z. – přidání možnosti zkrátit volební období Národní rady jejím usnesením přijatým třípětinovou většinou všech poslanců[p. 1], ústavní zakotvení voleb do Národní rady v jediném volebním obvodu.
- Ústavní zákon č. 241/2023 Z. z. – zaručení vydávání hotovosti jako zákonného platidla a práva na platbu v hotovosti.